# Garnotia polypogonoides
Garnotia polypogonoides là một loài thực vật có hoa trong họ Hòa thảo. Loài này được Munro ex Oliv. mô tả khoa học đầu tiên năm 1885.